# Skeleton Farm
Skeleton Farm es una compilación de la banda Cornbugs, lanzado en septiembre de 2005.
Todas las canciones fueron recopiladas y remasterizadas por el tecladista Travis Dickerson sobre los primeros tres álbumes de la banda los cuales salieron de circulación, este álbum recopilatorio también presenta una portada nueva.

## Canciones
1. Sacramento - 5:38
2. Hades' Greenish Crown Rag - 4:25
3. Pipe Man - 4:15
4. Om Frog - 0:53
5. Nature Trail - 5:00
6. Clown Smile (Death Warmed Over) - 2:53
7. Skeleton In The Closet - 1:33
8. Box 'A Hair - 5:31
9. The Woe Of The Sargasso Sea - 2:19
10. Rip The Mask - 3:42
11. Belly Like A Snake - 2:57
12. Bun Boy - 3:57
13. Whiskey Biscum - 1:01
14. Cornbugs - 7:31
15. Ain't No Devil - 4:36

Nota: La canción 15 no sale en la lista de la parte trasera del álbum.

## Créditos
- Buckethead - guitarrista
- Bill "Choptop" Moseley - Vocalista
- Pinchface - Percusión en ciertas canciones
- Travis Dickerson - Productor
- Eric Pigors - Portada del álbum